# Otterburn Park
Otterburn Park é uma cidade localizada na província de Quebec no Canadá.